# 和谐2D型电力机车
HXD2D型电力机车（“和谐”电2D型），是用于中国铁路的交流电传动六轴干线客运电力机车车型之一。但目前一直未獲准生產，故HXD2D并不是正式型号，亦未正式量产。

## 發展歷史

### 研製
為了令國鐵既有電氣化路線運行速度提升，北車大連機車車輛及南車株洲電力機車於2012年起，先後研發HXD1D及HXD3D客運交流電傳動電力機車。但是，北車大同電力機車直到2013年，才開始研發本型客運機車。本型機車與上述兩廠生產之同級機車一樣，採用Co-Co輪式，運營速度亦為160km/h，但採用HXD2車系的技術。

### 测试
由于不明原因，本型机车一直未获批准生产，并一直封存于厂內。直到2015年11月，才获准送往北京环行铁路与HXD1G、HXD3G及同厂生产之HXD2G同时测试，但多数时间仅权充调车机车使用。及后，HXD2D於2018年5月才获安排前往宝成铁路进行动态测试，测试完成后返回同车进行拆解分析及改装。

### 改装为永磁直驱电机测试车
2018年，中车永济电机与同车合作，将此试制车的三相诱导电机更换为永磁直驱电机，并由传统齿轮驱动改为车轴直接连至永磁电机驱动，为永磁电机测试提供平台。新走行机器在同年5月设计完成，9月开始更换，并于同年11月1日重新下线。此次改装中，走行机器被彻底更换，车身漆装亦由红、灰二色为主改为白、绿二色为主。

## 同级产品
- HXD1D型电力机车
- HXD3D型电力机车